# Благовисный, Вадим Андреевич
Вади́м Андре́евич Благови́сный (укр. Вадим Андрійович Благовісний; 14 сентября 1995, Синдаревское — 7 сентября 2022, Суворовка) — украинский военный лётчик, подполковник, участник российско-украинской войны. Герой Украины (8 июля 2023, посмертно).

## Биография
С детства Вадим мечтал о небе и занимался боксом. Он окончил Черниговский лицей с усиленной военно-физической подготовкой, а затем — Харьковский национальный университет Воздушных Сил имени Ивана Кожедуба. С 2018 года служил в 299-й бригаде тактической авиации в Николаеве.
7 сентября 2022 года Вадим Благовисный погиб в бою в Николаевской области, за неделю до своего 27-летия. Похоронен 11 сентября в родном селе Синдаревское Черниговской области.

## Награды
- Звание «Герой Украины» с удостоением ордена «Золотая Звезда» (8 июля 2023, посмертно) — за личное мужество и героизм, проявленные в защите государственного суверенитета и территориальной целостности Украины, верность военной присяге[2].
- Орден Богдана Хмельницкого II степени (17 августа 2022) — за личное мужество и высокий профессионализм, проявленные в защите государственного суверенитета и территориальной целостности Украины, верность военной присяге[3].
- Орден Богдана Хмельницкого III степени (22 марта 2022) — за личное мужество и высокий профессионализм, проявленные в защите государственного суверенитета и территориальной целостности Украины, верность военной присяге[4].

## Память
- Одна из улиц Николаева названа в честь Вадима Благовисного[5].
- Центральная улица села Безугловки, Нежинского района, где Вадим получал среднее образование — названа в его честь.
- Мемориальная доска в честь Героя Украины Вадима Благовисного установлена на фасаде Безугловского лицея в Нежинском районе Черниговской области[6].